# Кузьмина, Тамара Андреевна
Тамара Андреевна Кузьмина (29 июня 1936, Москва, СССР) — советский и российский философ

, доктор философских наук (1982), профессор (1999), специалист по экзистенциальной философии.

## Биография
В 1958 году окончила философский факультет МГУ им. М. В. Ломоносова, а в 1965 — аспирантуру ИФ АН СССР с защитой кандидатской диссертации «Критика этической концепции „неоортодоксального“ протестантизма». В 1982 году защитила докторскую диссертацию «Проблемы отнологии субъекта в современной философии» в Институте философии АН СССР, до 2017 года работала там ведущим научным сотрудником. Была научным руководителем Андрея Кураева после его поступления в аспирантуру сектора современной зарубежной философии Института философии АН СССР. В 1999 году получила звание профессора. Читала спецкурс по современной западной этике на философском факультете МГУ. Принимала участие в создании учебного пособия «Буржуазная философия XX века», где написала главу о неопротестантизме.

## Основные работы
- Проблема субъекта в современной философии. Онтологический аспект. М., 1979.
- Экзистенциальная философия: монография. М.: «Канон+ РООИ «Реабилитация», 2014. 352 с. Гриф ИФ РАН.
- Нельзя, потому что нельзя…. // О праве лгать… М.: РОССПЭН, 2011. С. 365–381.
- Истина знания и истина бытия // Философский журнал. 2009. № 2. С. 48–60.
- «Гуляка праздный…» // Вопросы философии. 2008. № 12. С. 53–58.
- Экзистенциальный опыт и философия // Вопросы философии. 2007. № 12. С. 16–27.
- Кузьмина Т. А. Неопротестантизм // Буржуазная философия XX века / Под ред. Л. Н. Митрохина, Т. И. Ойзермана, Л. Н. Шершенко. — М. : Политиздат, 1974. — С. 291—312. — 335 с. — 100 тыс. экз.